# Љубомир Дамњановић
Љубомир Дамњановић (Београд, 13. октобар 1959 — Београд, 22. јун 1999) био је српски преводилац, писац, уредник и популаризатор фантастике. Његов прозни опус је тек посмртно валоризован, у чему се посебно истиче роман Ви што маштате о срећи.
По овом писцу је именована Награда „Љубомир Дамњановић“.

## Биографија
Дамњановић је преводио са енглеског, укључујући и романе Роџера Зелазнија (серијал „Хронике Амбера“, Ноћ у самотном октобру). Био је један је од најактивнијих чланова Друштва љубитеља фантастике „Лазар Комарчић“ из Београда. Умро је од последица шећерне болести 1999. године.
У знак сећања на велике заслуге Дамњановића у популаризацији фантастике, Друштво „Лазар Комарчић“ од 2004. додељује награду „Љубомир Дамњановић“ за најбољу причу објављену у прозину Емитор.

## Прозни опус
Као прозаиста је дебитовао 1995. у прозину Емитор, да би у наредне четири године достигао висок ниво писања. Врх овог квалитативно прилично уједначеног опуса од скоро 1.000 страна је роман Ви што маштате о срећи.
Захваљујући уреднику, писцу и критичару Илији Бакићу, Дамњановићев опус је у раздобљу 1999-2001. представљен први пут широј публици преко часописа за културу Орбис у Кањижи. Писац и критичар Зоран Стефановић је 2006. истражио опус и посмртну заоставштину, сачинио библиографију и приредио основни рукопис Дамњановићевих сабраних дела, која су почела са изласком 2008. године у Бакићевој финалној редакцији, у издавачкој кући „Тардис“ из Београда.

## Романи и збирке
- Ви што маштате о срећи, Емитор, Београд, 1997; дорађено издање, „Тардис“, Београд. 2008.  978-86-910579-4-7..
- Црни Грал, Емитор, 1997.
- Малтешки шишмиш, Емитор, 1998; дорађено издање, „Тардис“, Београд. 2009.  978-86-6099-003-9..
- Фамилија и како је преживети, Емитор, 1998.
- Деда, тата и остале але и приказе, Емитор, 1998.
- Повратак капетана Зорана, Емитор, 1999.